# Jurassic Park III
Jurassic Park III is een Amerikaanse film uit 2001. Het is een vervolgfilm op The Lost World: Jurassic Park en de erg succesvolle Jurassic Park. De film werd geregisseerd door Joe Johnston en is de eerste film uit de Jurassic Park-reeks die geen verfilming is van een boek. Het eiland dat model staat voor de parklocatie is het Hawaïaanse eiland Molokai.

## Verhaal

### Proloog
De twaalfjarige Eric Kirby en Ben Hildebrand, de nieuwe vriend van zijn moeder, gaan parasailen nabij de kust van Isla Sorna. Nadat de bemanning van de boot op mysterieuze wijze verdwijnt moet Ben de lijn loskoppelen voordat de boot crasht op de rotsen. Hij en Eric worden in de richting van het eiland gedreven.

### Hoofdlijn
Acht weken later heeft paleontoloog Dr. Alan Grant een nieuwe ontdekking gedaan over de intelligentie van Velociraptors, maar hij heeft moeite om financiering te krijgen voor zijn onderzoek. Grant bespreekt zijn ontdekking van een resonerend strottenhoofd op versteende roofvogelresten met zijn oud-collega Ellie Sattler. Dit, en zijn ervaring in Jurassic Park, brengt hem ertoe te geloven dat de oorspronkelijke Velociraptors sociaal verfijnd waren. Hij veronderstelt dat als ze niet waren uitgestorven en bleven evolueren, hun nakomelingen - in plaats van mensen - de dominante soort van de Aarde zouden zijn geworden. Zijn assistent, Billy Brennan, gebruikt een 3D-printer om het Velociraptor-strottenhoofd na te maken.
Paul en Amanda Kirby, een ogenschijnlijk rijk stel, bieden financiering aan voor het onderzoek van Grant als hij ze een luchttour over Isla Sorna geeft. Grant stemt met tegenzin toe en vliegt erheen met Paul, Amanda, Billy en de huurlingen van de Kirby's, Udesky, Cooper en de piloot Nash. Tijdens de vlucht ontdekt Grant dat de Kirby's van plan zijn om op het eiland te landen. Hij protesteert, maar Cooper slaat hem bewusteloos.
Grant wordt wakker en ontdekt dat ze zijn geland. Een Spinosaurus nadert de groep, die terug het vliegtuig opstappen om te ontsnappen en Cooper achterlaten terwijl hij  het vliegtuig probeert te bereiken. De Spinosaurus komt tevoorschijn op de landingsbaan en verslindt Cooper. De propellers van het vliegtuig raakt de Spinosaurus tijdens het opstijgen en het vliegtuig stort neer in het woud. De Spinosaurus vernietigt het vliegtuig en verslindt Nash, die de satelliettelefoon van Paul in bezit had. Tijdens hun vlucht weten de overlevenden de Spinosaurus af te schudden, maar stuiten ze op een Tyrannosaurus. De Spinosaurus keert terug en de groep ontsnapt terwijl de twee dinosaurussen een gevecht aangaan, waarbij de Spinosaurus de Tyrannosaurus doodt.
Grant ontdekt dat de Kirby's eigenlijk een gescheiden echtpaar uit de middenklasse zijn dat op zoek is naar hun zoon Eric en Amanda's vriend Ben, die vermist is geraakt op het eiland. Overheidsinstanties weigerden de Kirby's te helpen, dus namen ze Grant mee als expert vanwege zijn eerdere ervaring in Jurassic Park. Tot hun ontzetting legt Grant echter uit dat zijn vorige bezoek aan Isla Nublar was, niet aan Isla Sorna, en als zodanig is hij net zo verloren als zij. De groep vindt de parasail van Ben met zijn lijk eraan vast. Ze pakken de parasail en vinden even verderop enkele raptornesten. Nog wat verder vinden ze een verlaten InGen-complex. Een raptor jaagt hen op en roept de rest van zijn roedel op. De groep vlucht in een kudde bestaande uit Corythosaurussen en Parasaurolophussen en veroorzaken zo een stormloop, waardoor Grant en Udesky van de anderen afgescheiden raken. De raptors vallen Udesky aan in een poging de anderen uit een boom te lokken en slagen er bijna in Amanda aan te vallen als ze probeert af te dalen om Udesky te helpen. De valstrik van de raptors mislukt en ze doden Udesky voordat ze vertrekken.
Elders kijkt Grant toe hoe de raptors communiceren en vermoedt hij dat ze naar iets op zoek zijn. Ze lokken hem in een hinderlaag, maar hij wordt gered door Eric, die het heeft overleefd en zich verschuilt in een gekantelde tankwagen. De volgende dag worden Grant en Eric herenigd met Billy en de Kirby's nadat Eric de beltoon van de satelliettelefoon van zijn vader hoort. De groep wordt vervolgens achtervolgd door de Spinosaurus, maar weet te ontsnappen door een verlaten observatorium binnen te gaan.
Grant ontdekt dat Billy twee raptoreieren heeft meegenomen om te gebruiken voor de financiering van hun onderzoek, wat de raptoraanvallen uitlokte. Grant besluit de eieren te houden om de overleving van de groep te verzekeren. De groep gaat onbewust een grote volière binnen waar de Pteranodons leven, die de groep aanvallen en met Eric wegvliegen. Billy redt Eric met behulp van Ben's parasail, maar wordt vervolgens aangevallen en schijnbaar gedood door de Pteranodons. De rest van de groep ontsnapt uit de volière en laat onbewust de deur van het slot. Ze vinden een boot en varen een rivier af.
Die nacht haalt de groep de rinkelende satelliettelefoon uit de ontlasting van de Spinosaurus. Grant neemt contact op met Ellie en vertelt haar waar ze zijn, maar de Spinosaurus valt de boot aan. Grant ontsteekt de brandstof van de boot, waardoor de Spinosaurus op de vlucht slaat. De volgende ochtend baant de groep zijn weg naar de kust, maar wordt omsingeld door de raptors. Ze geven de eieren terug aan de raptors, terwijl Grant de replica van het strottenhoofd van de raptors gebruikt om de kudde te verwarren, die met de eieren wegrent.
De groep bereikt de kust en ziet dat Ellie de marine en luchtmacht heeft ingeschakeld om hen te redden. Ze ontdekken dat Billy, hoewel ernstig gewond, ook is gered. Als ze het eiland verlaten, zien ze de pas ontsnapte pteranodons voorbij vliegen.

## Rolverdeling
| Acteur                  | Personage       |
| ----------------------- | --------------- |
| Sam Neill               | Alan Grant      |
| William H. Macy         | Paul Kirby      |
| Téa Leoni               | Amanda Kirby    |
| Alessandro Nivola       | Billy Brennan   |
| Trevor Morgan           | Eric Kirby      |
| Michael Jeter           | Udesky          |
| John Diehl              | Cooper          |
| Bruce A. Young          | M.B. Nash       |
| Laura Dern              | Ellie Sattler   |
| Taylor Nichols          | Mark Degler     |
| Mark Harelik            | Ben Hildebrand  |
| Julio Oscar Mechoso     | Enrique Cardoso |
| Blake Michael Bryan     | Charlie Degler  |
| Sarah Danielle Goldberg | Cheryl Logan    |
| Linda Park              | Hannah          |

## Dinosauriërs
In deze film komen de volgende dinosauriërs en pterosauriërs voor:
- Ankylosaurus
- Brachiosaurus
- Ceratosaurus
- Compsognathus
- Corythosaurus
- Parasaurolophus
- Pteranodon
- Spinosaurus
- Stegosaurus
- Triceratops
- Tyrannosaurus rex
- Velociraptor